# 唐立培
唐立培（1993年—），中國四川瀘州人，香港中文大學大學生。2017年，他在網上發表的《民主牆、內地生與「你國」》一文引起罵戰。其在骂战中将某内地网友称为「支蛆」引发巨大争议并遭到内地网友激烈回击。其个人隐私信息随即遭到中國大陸網民报复性曝光。

## 背景
唐立培早年曾學習書法及鋼琴，亦曾取得鋼琴業餘十級。
2012年，唐立培在四川省高考以611分的成績成為四川瀘州文科狀元，並獲得香港中文大學40萬港元免學費獎學金。

## 爭議事件
2017年9月，他在香港中文大學的「民主牆事件」期間在微博與微信發表了《民主牆、內地生與「你國」》一文，討論民主與言論自由，並且倡導建立一個真正關心公共事務的輿論空間。他在文中表示自己對中國社會有天然的皈依和熱誠。該文章發表後引起爭議，他在微博與網民掀起罵戰，在罵戰當中他使用了「支蛆」一詞，後來被網民报复性曝光个人隐私信息。
9月9日，一名微博ID為「@唐立培你多讀點書行不行」的賬號在凌晨素示歉意，稱自己就發生在香港中文大學的「民主牆事件」寫了兩篇文章表達觀點和事實，但從未說過「我支持香港獨立」，事實上反對「港獨」。他又表示因為條件限制，無法展開討論，被人曲解之處，無法盡述，在未來不再參與該事件的討論。
9月12日，唐立培母校泸州天立国际学校的官网移除了唐立培的名字。
北京大學教授張頤武回應該事件，稱其「扭曲的成長」、「無盡的悲哀」。